# شانتال جونز
شانتال جونز (بالإنجليزية: Chantal Jones)‏ هي عارضة أمريكية، ولدت في 8 سبتمبر 1988 في أوستن في الولايات المتحدة.

## روابط خارجية
- شانتال جونز على موقع دليل عارضات الأزياء (الإنجليزية)